# Живопис кольорового поля

Кеннет Ноланд. «Початок» (1958)

Живо́пис кольоро́вого по́ля (англ. Color Field painting) — напрям абстрактного живопису, в основі якого лежить використання великих площин однорідних кольорів, близьких за тональністю і не центрованих. Термін належить американському історику і теоретику авангардного мистецтва Клементу Грінбергу.
Живопис кольорового поля розвивався в США в кінці 1940-х — початку 1950-х років. Провідними представниками стилю були Кеннет Ноланд, Барнетт Ньюман, Марк Ротко, Моріс Луїс, Кліффорд Стілл. Цей напрям можна розглядати як різновид абстрактного експресіонізму, хоча інколи його класифікують як рід мінімалізму. Починаючи з 1952 року стилістику живопису кольорового поля використовувала Елен Франкенталер: грубе незаґрунтоване полотно просочується або покривається дуже тонким шаром так, щоб фарба швидше поглиналась поверхнею, ніж офарбувавала її.